# Raismes
Raismes ist eine französische Stadt mit 12.140 (Stand 1. Januar 2022) Einwohnern im Département Nord in der Region Hauts-de-France. Sie gehört zum Kanton Saint-Amand-les-Eaux.

## Lage
Die Stadt Raismes liegt im Regionalen Naturpark Scarpe-Schelde und im Nordfranzösischen Kohlerevier, sechs Kilometer nördlich von Valenciennes. Der Ort und seine Umgebung sind vom Steinkohle-Bergbau geprägt. Die Schachtanlage Nr. 2 der Compagnie des mines d’Anzin ist ein geschütztes Baudenkmal. Raismes teilt sich mit den Gemeinden Saint-Amand und Wallers den Forêt de Raismes-Saint-Amand-Wallers, der als Naherholungsgebiet genutzt wird und an dessen Südseite sich eine 100 m hohe Halde befindet.

## Verkehr
Raimes liegt an der Ausfahrt Nr. 6 der Autobahn A 23. Eisenbahnzüge der TER Hauts-de-France verbinden Raimes mit Valenciennes und Douai. Vom 1. Januar 1881 bis zum 5. Januar 1964 war Raimes mit der Straßenbahn von Valenciennes aus zu erreichen. Ein Anschluss an die 2006 eröffnete neue Straßenbahn von Valenciennes ist geplant.

## Geschichte
Im Waldgebiet des Forêt de Raismes-Saint-Amand-Wallers befand sich von 1139 bis zu ihrem Abriss 1818 die Prämonstratenser-Abtei Abbaye de Vicogne. Anfang Mai 1793 fanden im Gebiet um Raimes im Rahmen der französischen Revolutionskriege Gefechte zwischen französischen und österreichischen Truppen statt, bei denen der General Auguste Picot de Dampierre so schwer verwundet wurde, dass er kurz darauf in Valenciennes starb.

## Bevölkerungsentwicklung
| Jahr                       | 1962   | 1968   | 1975   | 1982   | 1990   | 1999   | 2011   | 2021   |
| Einwohner                  | 18.737 | 18.357 | 16.573 | 15.606 | 14.099 | 13.699 | 12.687 | 12.055 |
| Quellen: Cassini und INSEE |        |        |        |        |        |        |        |        |

## Sehenswürdigkeiten
- Kirche Sainte-Cécile, Monument historique
- Kirche Sainte-Barbe
- Kirche Saint-Nicolas
- Schloss der Princesse d'Arenberg
- Schloss Mabille de Poncheville
- Wasserturm

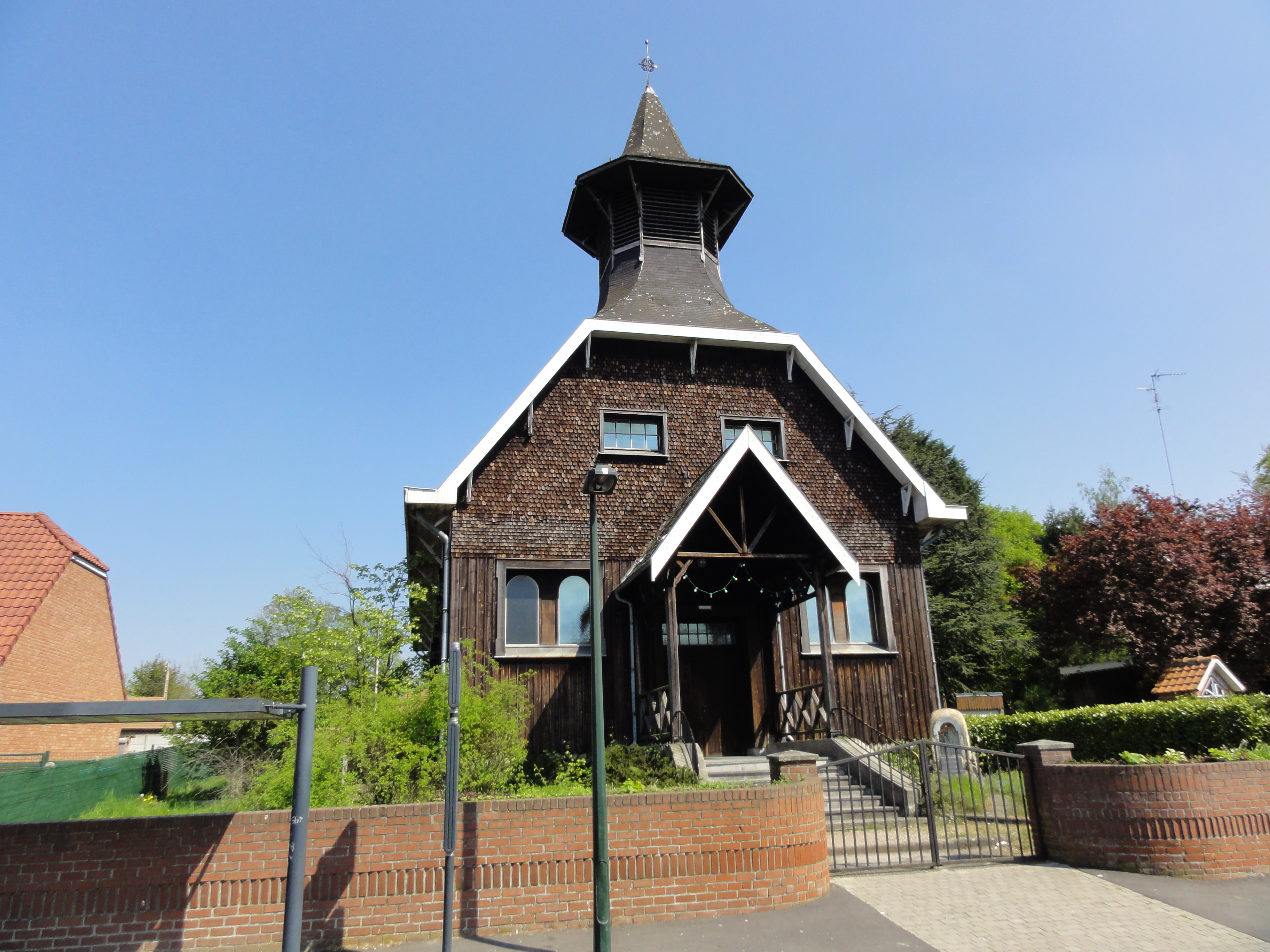
Kirche Sainte-Cécile
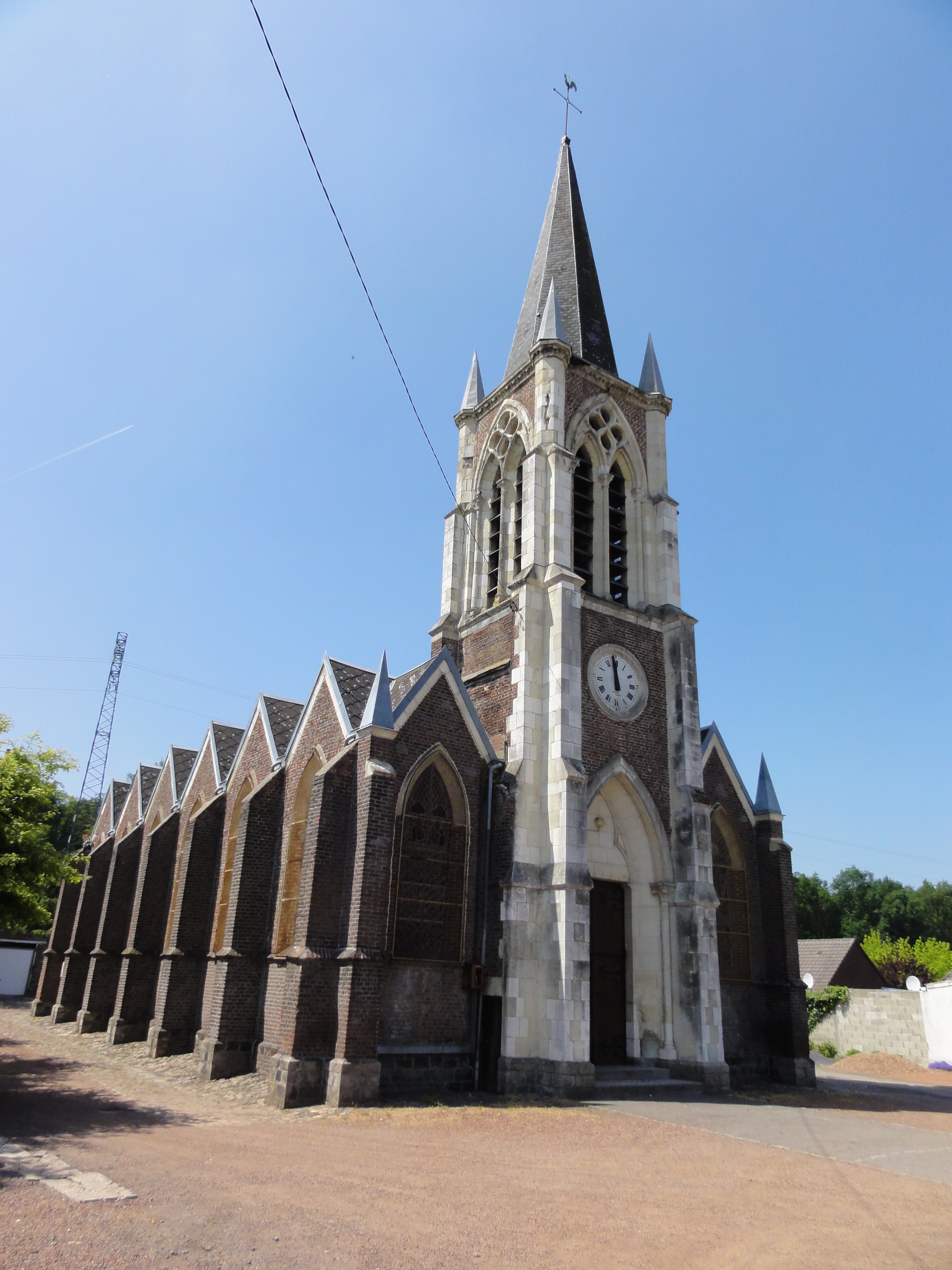
Kirche Sainte-Barbe
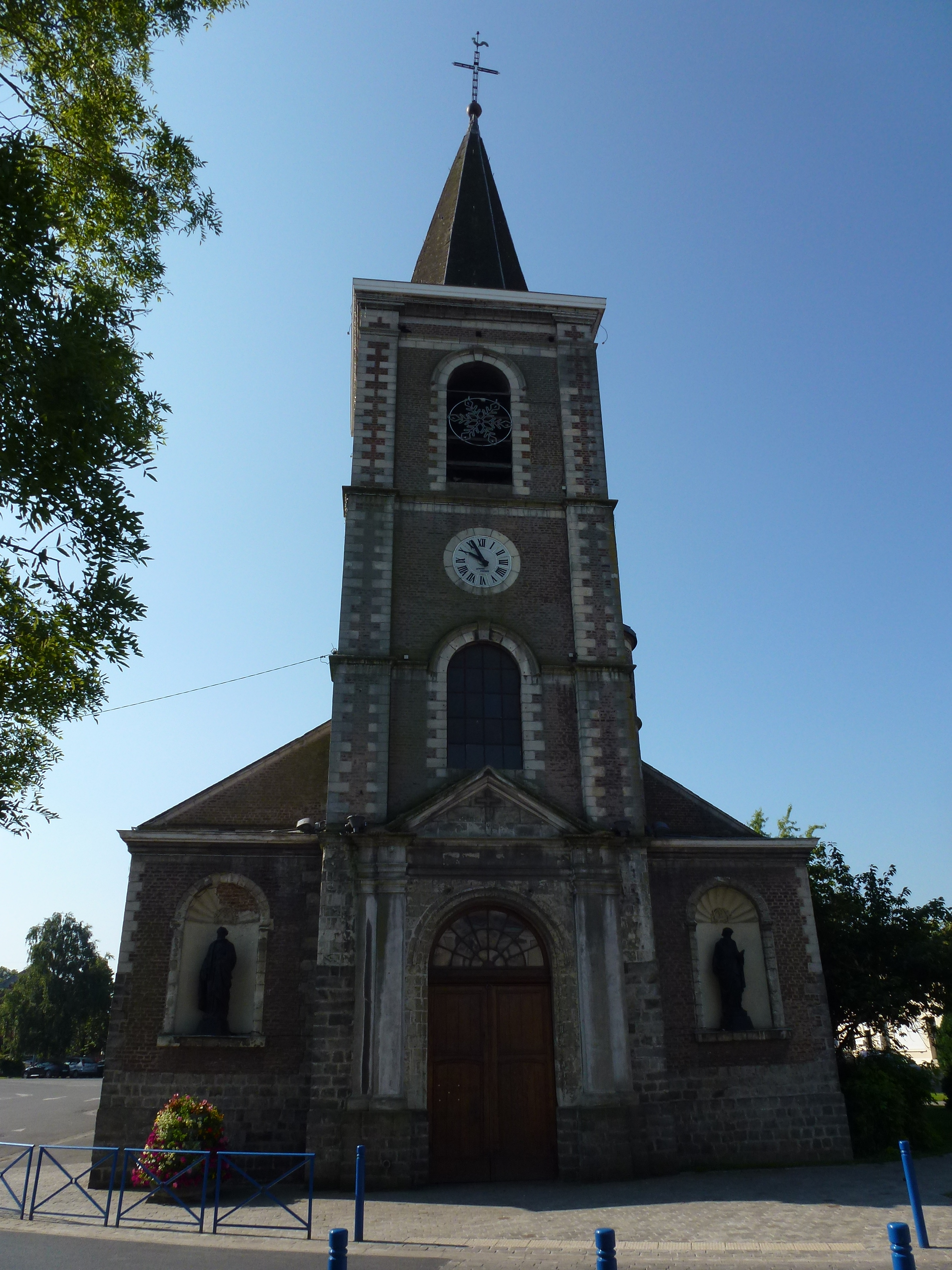
Kirche Saint-Nicolas
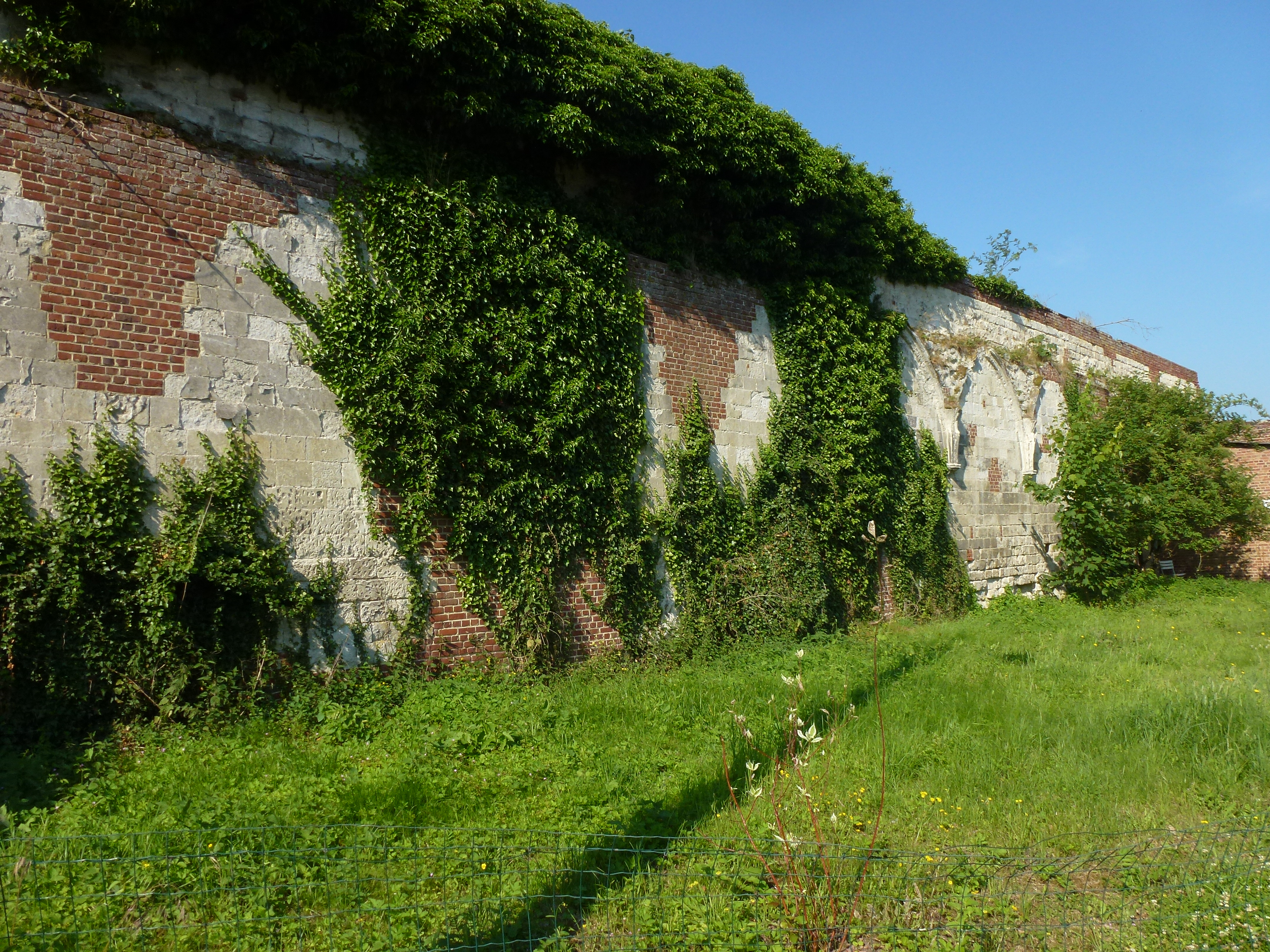
Mauerreste der ehemaligen Abtei Vicogne
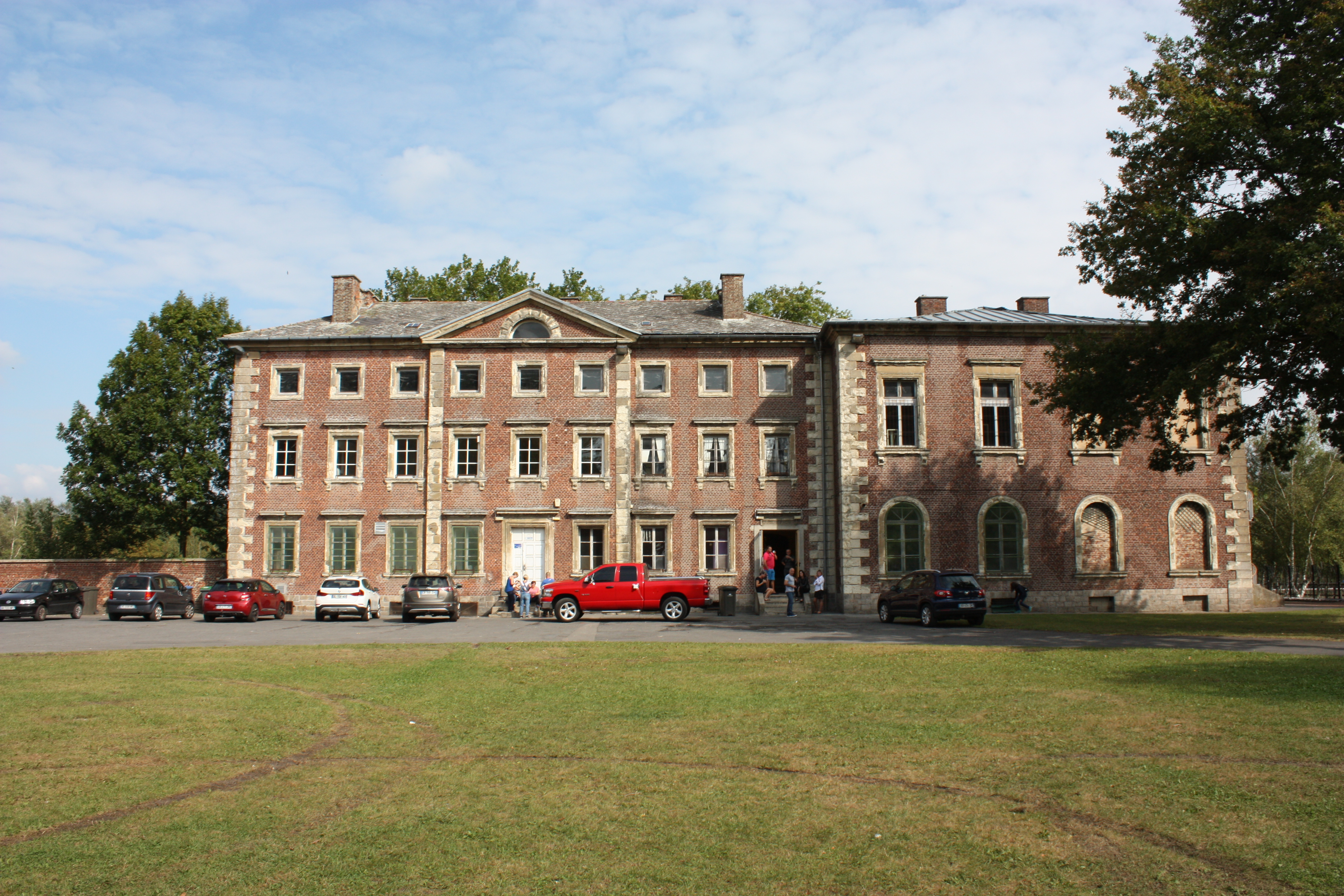
Château de la Princesse d'Arenberg
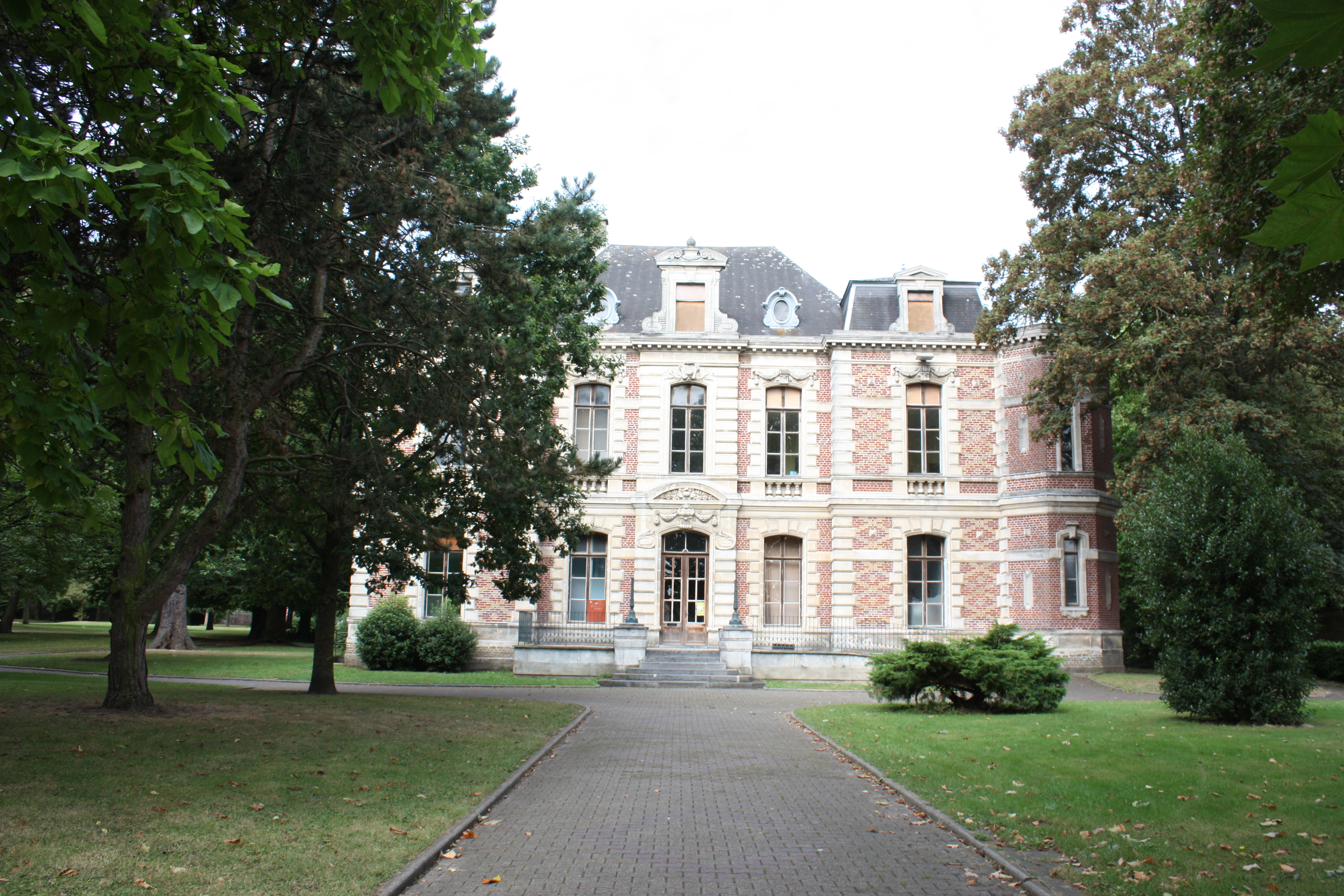
Schloss Mabille de Poncheville
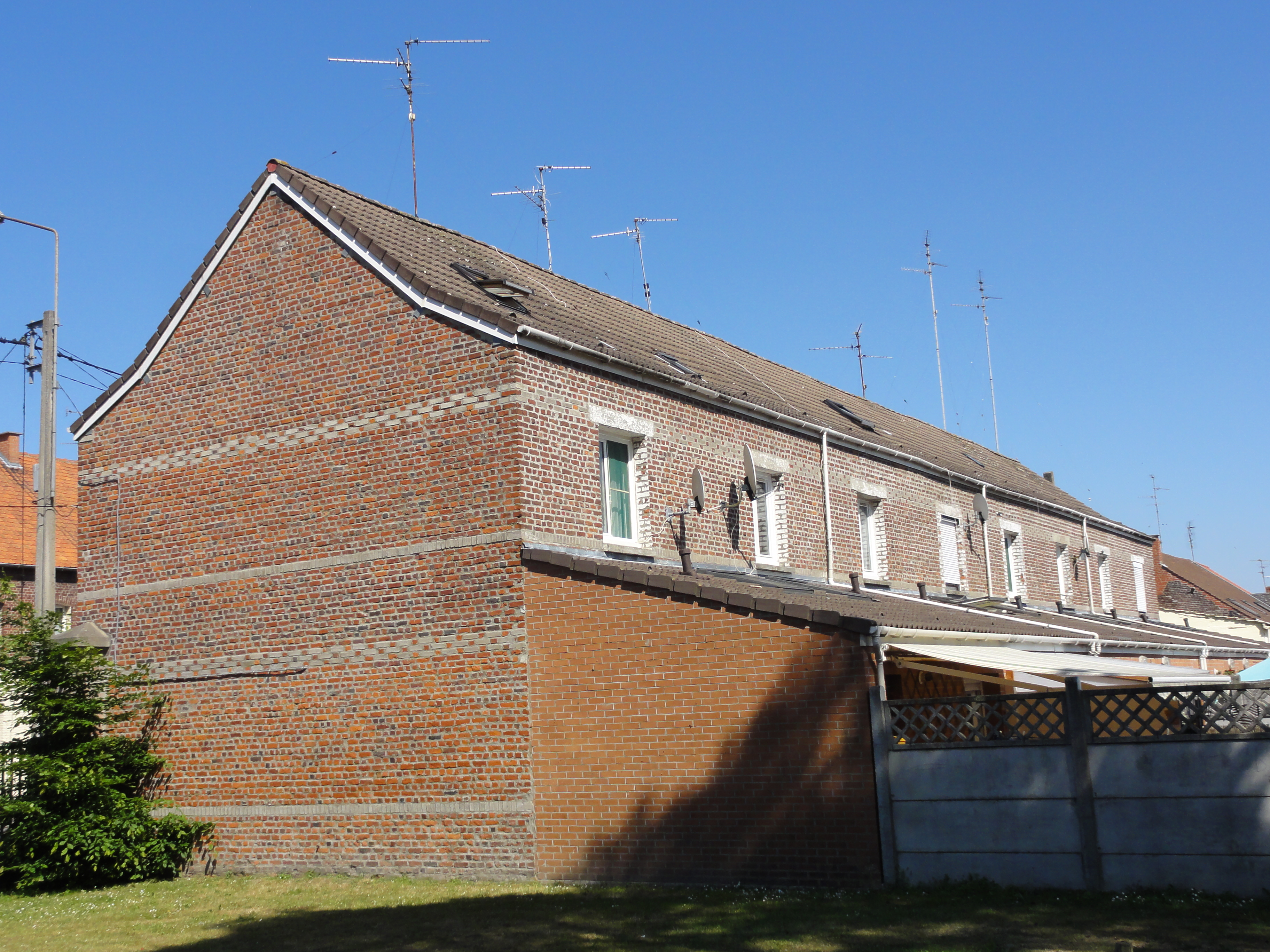
Typisches Haus der Bergarbeitersiedlung Cité de la fosse n° 2

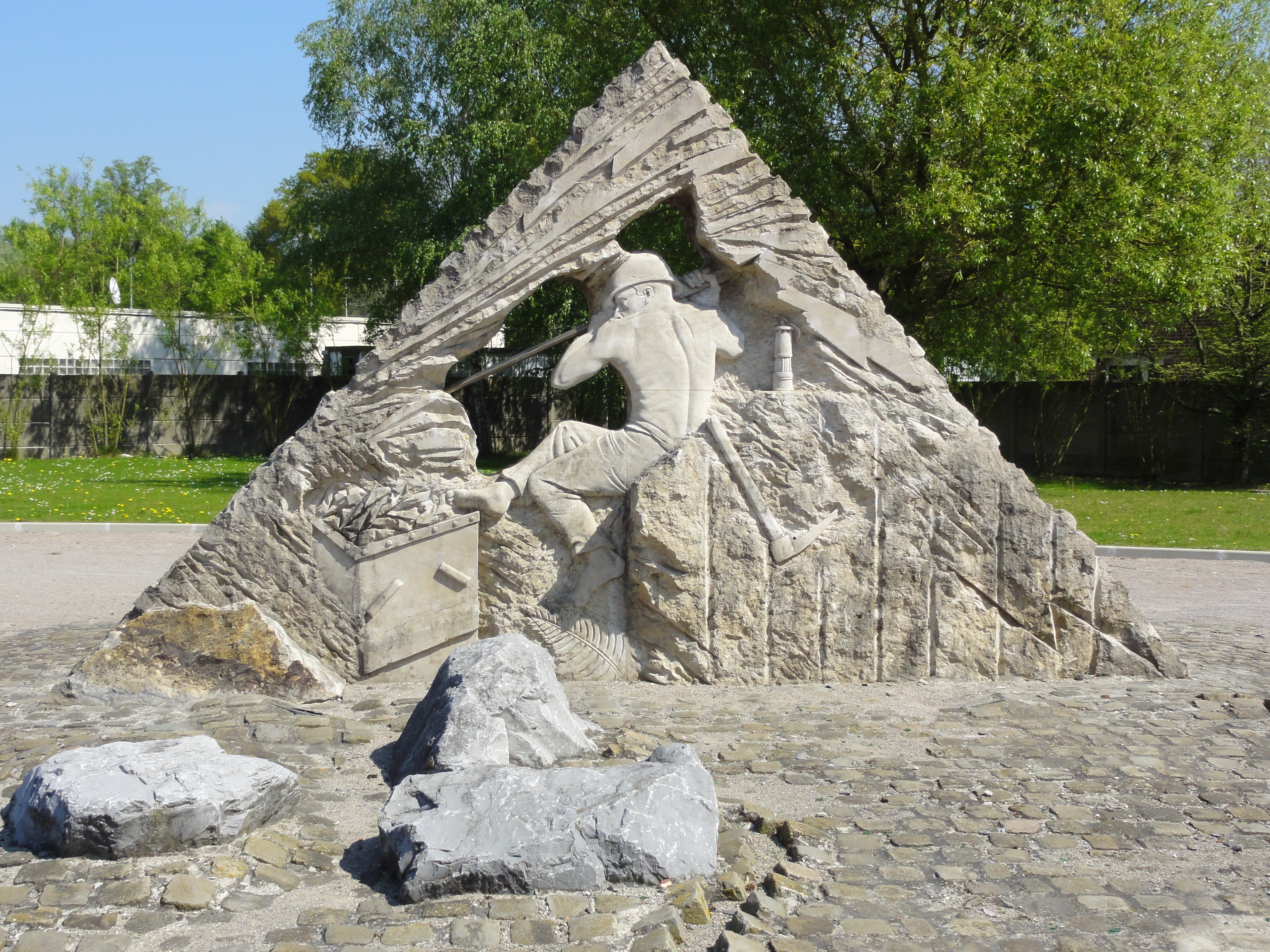
Bergarbeiterskulptur
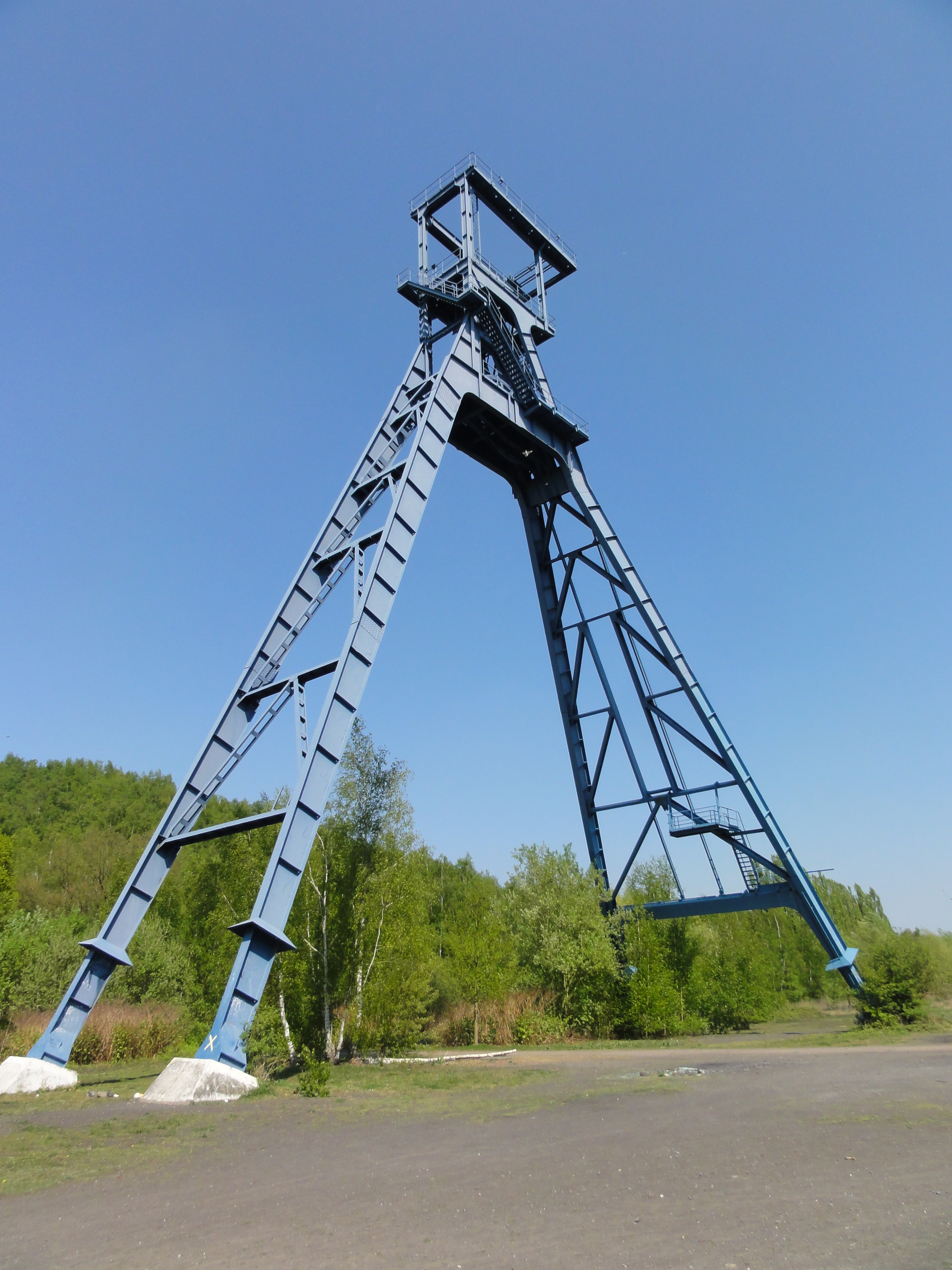
Förderturm der Zeche Sabatier
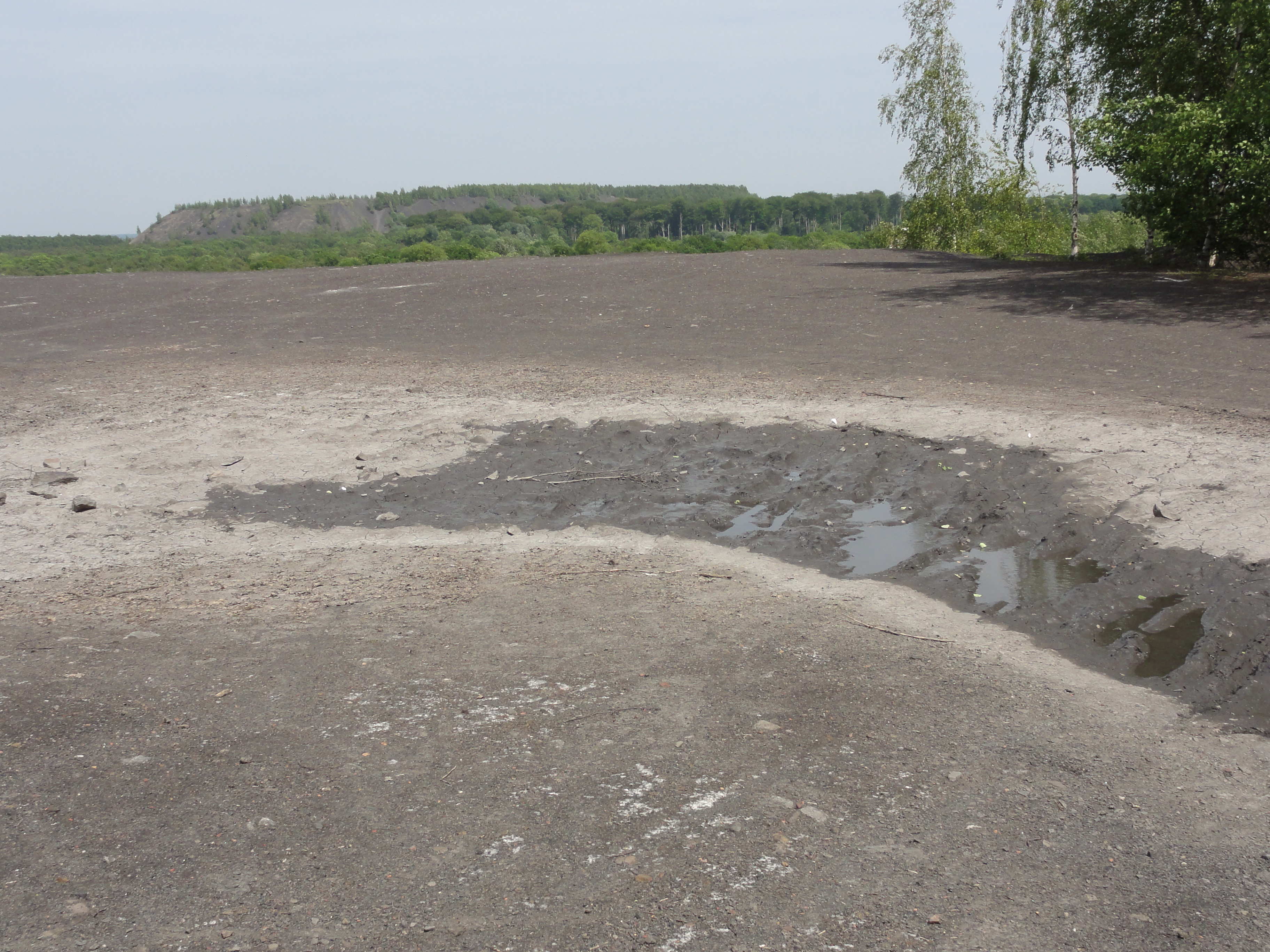
Bergbauhalde
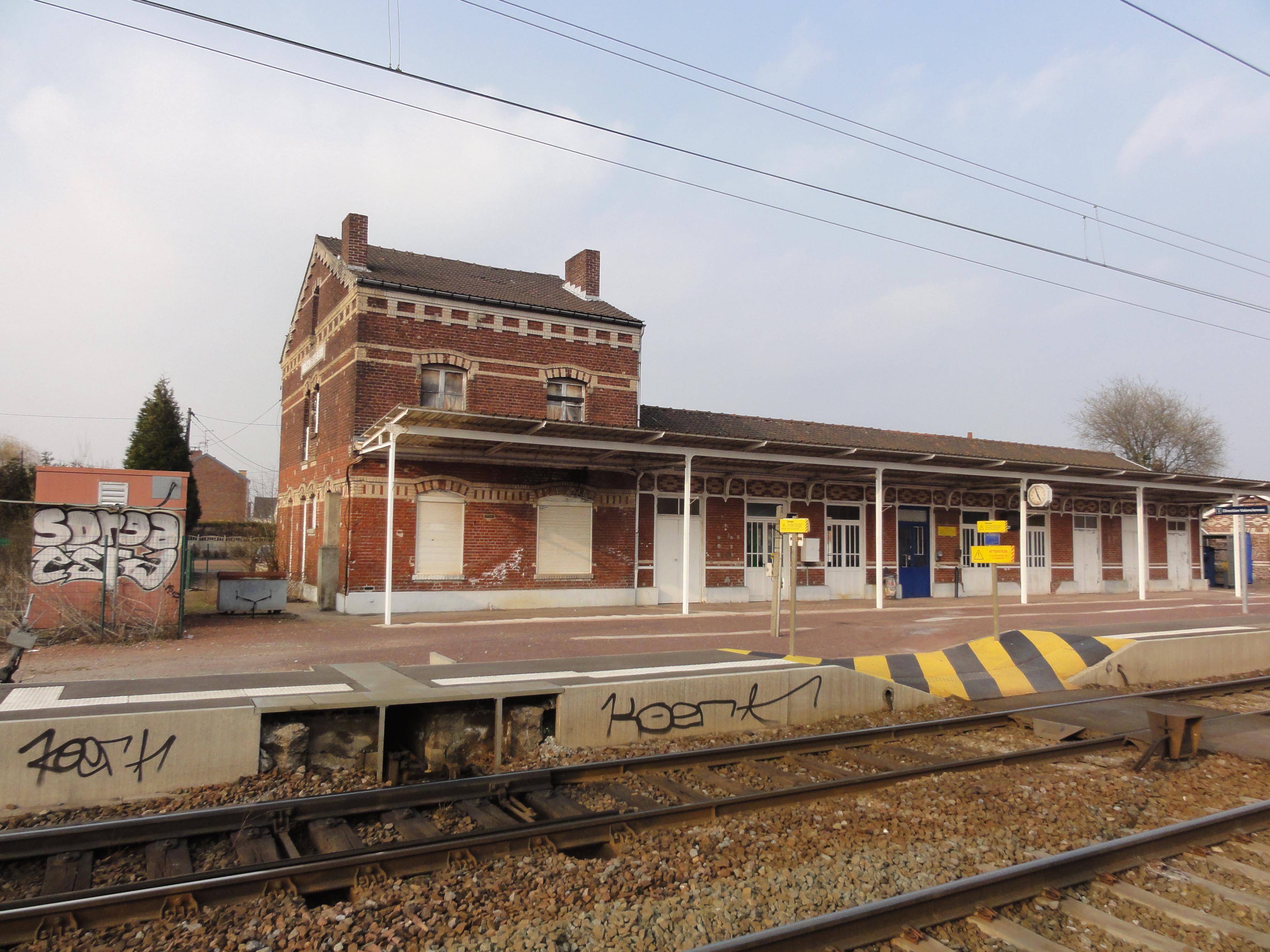
Bahnhof
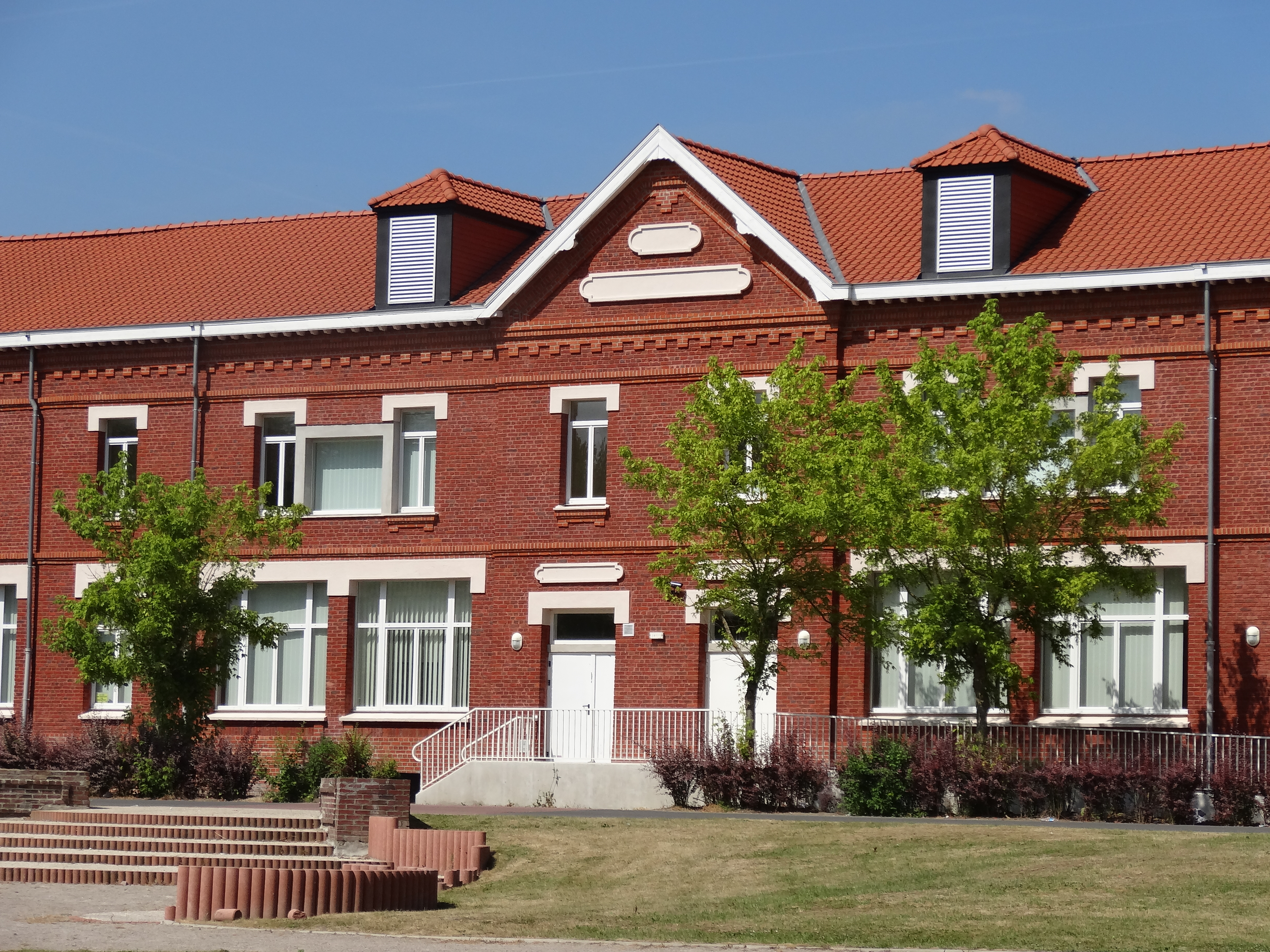
Schule in der Bergarbeitersiedlung Cité de la fosse Sabatier
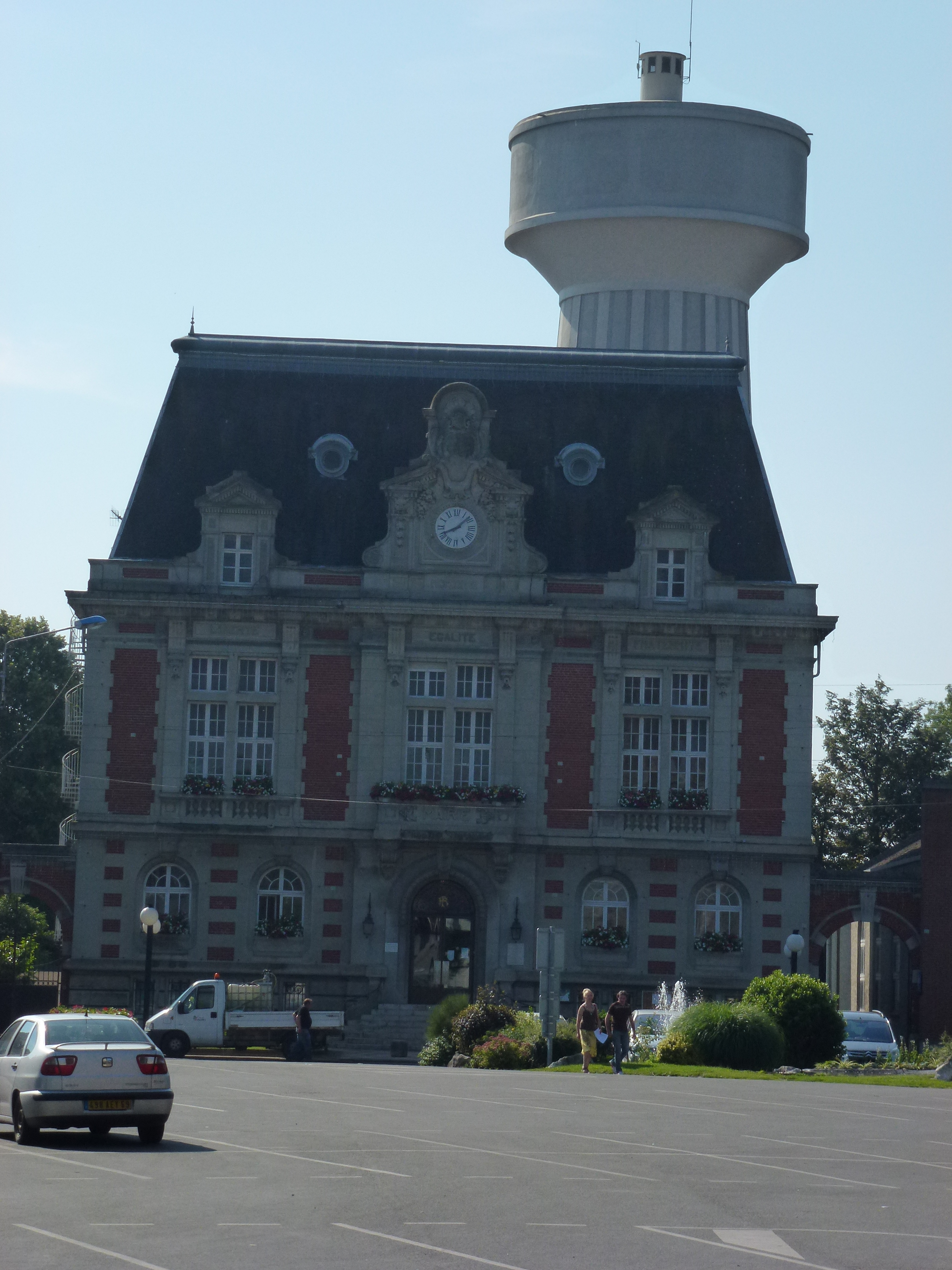
Razhaus und Wassertuirm
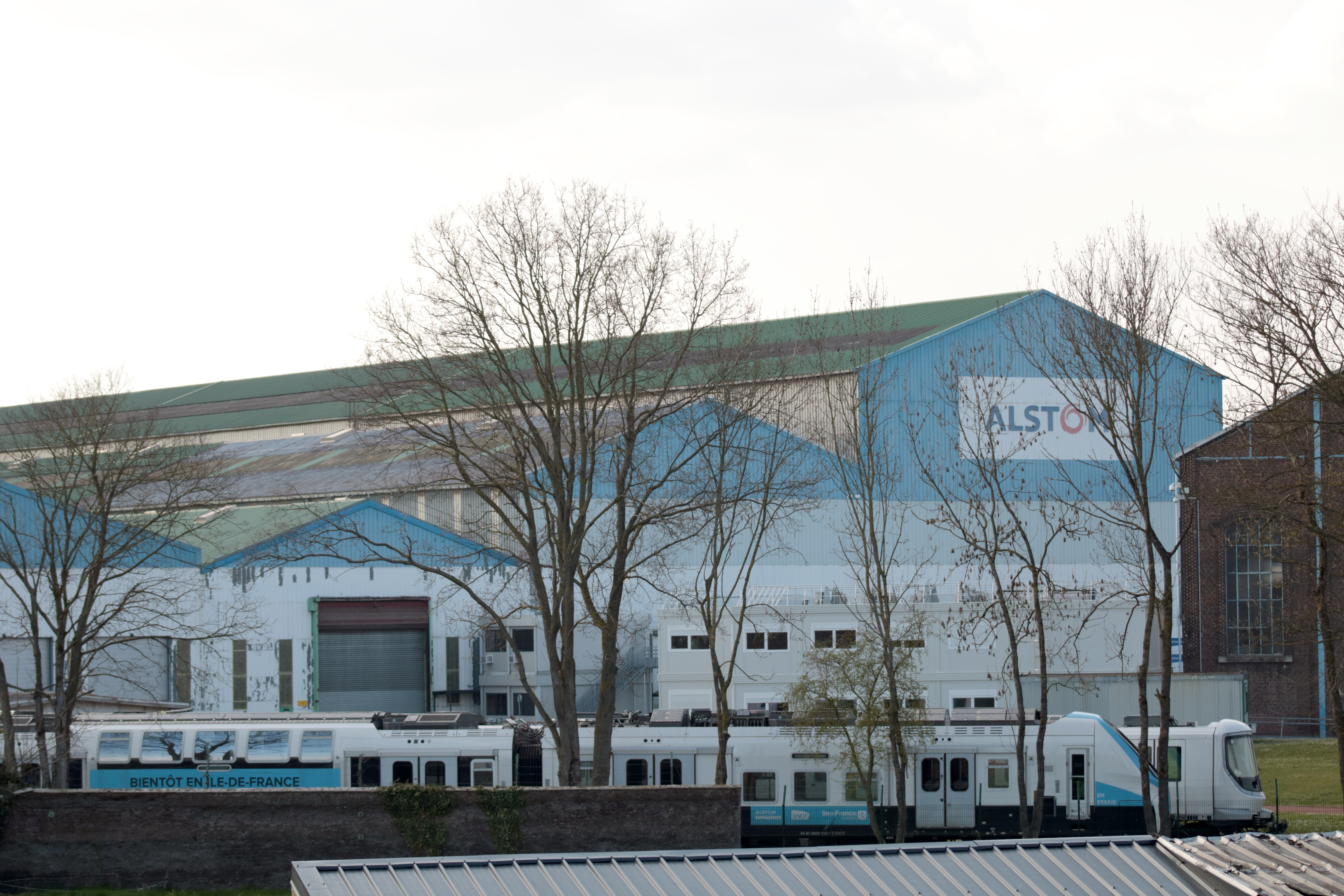
Alstom-Werk

## Veranstaltungen
- Seit 1998 findet am zweiten Wochenende im September das Raimesfest ein Heavy Metal Musikfestival in Raimes statt.

## Städtepartnerschaft
- Lutherstadt Eisleben (Deutschland), seit 1962

## Persönlichkeiten
- Pierre Pruvost (1890–1967), französischer Geologe
- Gérard Lévêque (1924–1978), Jazz-Klarinettist